# 俄罗斯哈兰农村居民点
俄罗斯哈兰农村居民点（俄语：Русскохаланское сельское поселение）是俄罗斯联邦别尔哥罗德州切尔尼扬卡区所属的一个农村居民点。其下辖有3个居民点，行政中心为俄罗斯哈兰。据2016年统计，该农村居民点的人口为1947人。